# NGC 5567
NGC 5567 ist eine kompakte Galaxie vom Hubble-Typ C im Sternbild Bärenhüter am Nordsternhimmel. Sie ist schätzungsweise 385 Millionen Lichtjahre von der Milchstraße entfernt und hat einen Durchmesser von etwa 140.000 Lichtjahren. Wahrscheinlich bildet sie mit NGC 5568 ein gravitativ gebundenes Galaxienpaar.
Das Objekt wurde das Objekt am 3. April 1831 von John Herschel entdeckt.

## Galaktisches Umfeld
| Nr. | Galaxie                   | Alternativname            | REK           | Dek           | Distanz/asec |
| --- | ------------------------- | ------------------------- | ------------- | ------------- | ------------ |
|     | NGC 5567                  | CGCG 191-075              | 14h19m17.637s | +35d08m16.65s | 0            |
| 1   | WISEA J141917.47+350753.8 | NSA 67750                 | 14h19m17.471s | +35d07m53.50s | 23.24        |
| 2   | LEDA/PGC 2060253          | 2MASX J14191718+3509148   | 14h19m17.224s | +35d09m15.28s | 58.82        |
| 3   | LEDA/PGC 2059846          | 2MASX J14192476+3507427   | 14h19m24.790s | +35d07m42.60s | 94.08        |
| 4   | NGC 5568                  | CGCG 191-077              | 14h19m21.318s | +35d05m31.80s | 170.86       |
| 5   | LEDA/PGC 2059059          | 2MASX J14193168+3504397   | 14h19m31.694s | +35d04m39.82s | 277.08       |
| 6   | LEDA/PGC 2061950          | WISEA J141917.32+351609.5 | 14h19m17.321s | +35d16m09.54s | 472.97       |
| 7   | LEDA/PGC 3088537          | 2MASX J14183576+3512245   | 14h18m35.718s | +35d12m24.42s | 570.55       |
| 8   | LEDA/PGC 2061973          | 2MASX J14184653+3516155   | 14h18m46.519s | +35d16m15.61s | 612.73       |
| 9   | LEDA/PGC 2061787          | 2MASX J14195543+3515342   | 14h19m55.420s | +35d15m33.54s | 636.75       |
| 10  | LEDA/PGC 2061673          | WISEA J142000.33+351504.8 | 14h20m00.296s | +35d15m04.64s | 662.57       |
| 11  | LEDA/PGC 2057535          | 2MASX J14184993+3458445   | 14h18m49.957s | +34d58m45.07s | 664.94       |
| 12  | LEDA/PGC 51158            | MCG +06-31-095            | 14h19m15.120s | +35d20m20.00s | 724.07       |
| 13  | LEDA/PGC 84142            | 2MASX J14200573+3516117   | 14h20m05.713s | +35d16m12.28s | 757.75       |
| 14  | LEDA/PGC 2056585          | 2MASX J14192246+3455018   | 14h19m22.454s | +34d55m01.53s | 797.26       |
| 15  | LEDA/PGC 2058625          | WISEA J142022.50+350300.9 | 14h20m22.513s | +35d03m00.92s | 856.50       |